# مصدر حجمي (تلوث)
إن أي مصدر حجمي للتلوث هو أي مصدر ثلاثي الأبعاد لـانبعاثات الملوثات، وهو في الأساس مصدر نطاقي له بعد ثالث.
أمثلة المصادر الحجمية للتلوث هي:
- الغبار الناتج عن تعرية الرياح لأكوام الحصى المكشوفة والرمال والحجر الجيري والفحم وغيرها.
- الانبعاثات الغازية المتسربة من فلانشات المواسير وموانع التسرب في صمامات التعبئة وموانع التسرب في ضاغط الغاز وموانع التسرب في صمامات التحكم وموانع التسرب في الأنابيب والأوعية داخل المنشآت الصناعية مثل مصافي النفط والمصانع البتروكيماوية.
- المباني التي تحتوي على مصادر انبعاثات ملوثات هوائية مع عدم وجود منفس واحد للانبعاثات (أي المباني التي بها العديد من فتحات السقف أو عدة نوافذ مفتوحة).